# Taenionema uinta
Taenionema uinta is een steenvlieg uit de familie vroege steenvliegen (Taeniopterygidae). De wetenschappelijke naam van de soort is voor het eerst geldig gepubliceerd in 1993 door Stanger & Baumann.